# Metadataformaat
Metadataformaat is hier weergegeven als een verzameling van bekende data formaten voor metadata:
- BibTeX is software om literatuurlijsten aan te leggen en te gebruiken binnen LaTeX-documenten.
- CDWA (Categories for the Descriptions of Works of Art) en VRA Core (Visual Resources Association Core Categories) beschrijven kunstwerken en ook afbeeldingen van kunstwerken.
- Dublin Core is een werkinstrument dat wordt gebruikt om metadata toe te voegen aan een webpagina.
- Encoded Archival Context (EAC).
- Encoded Archival Description (EAD).
- Exchangeable image file format (Exif) is een metadata specificatie voor afbeeldingsbestanden uit onder andere digitale camera's.
- ID3 (tag) is een tabel voor metadata die gebruikt wordt voor het audiobestandsformaat MP3.
- IPTC ofwel IPTC-NAA-Standard betreft een metadata framework voor foto's zoals EXIF en XMP dat ook zijn.
- GEM (Gateway to Educational Materials ) beschrijft educatieve internetbronnen.
- LOM (Learning Object Metadata) wordt gebruikt voor technologische leermiddelen zoals afstandsleren en elektronische leerplatforms.
- MARC, MODS worden gebruikt voor bibliografische metadata.
- MPEG-7. MPEG-21
- ONIX (software) is een open source toepassing om boekdata, dat wil zeggen alle gegevens die zinvol zijn voor de beschrijving van een boek, elektronisch te kunnen transporteren.
- Resource Description Framework of RDF is een standaard van het World Wide Web Consortium (W3C), oorspronkelijk ontworpen als een metadata-model.
- Structured Graph Format (SGF).
- TEI (Text Encoding Initiative) wordt gebruikt om literatuur te beschrijven.
- XMP staat voor Extensible Metadata Platform en het betreft een metadata-framework waarmee gegevens over foto's aan of bij digitale bestanden kunnen worden toegevoegd.

Metadata formaten hangen meestal nauw samen met een bijbehorende set van regels
die bepaalt hoe de afzonderlijke gegevensvelden moeten worden gebruikt.

Afhankelijk van de mate van formalisering maken een aantal regels ook deel uit van het formaat, 
zoals de zogenaamde ontologieën in de informatica.